# Николо-Корельский монастырь
Николо-Корельский монастырь — известный с 1419 года и действовавший до 1920-х годов мужской монастырь на берегу Никольского устья Северной Двины в 35 км от Архангельска.
Николо-Корельский монастырь издавна служил морскими воротами Русского государства: через него пролегал путь русских послов в Европу. В иностранных источниках известен как рейд Святого Николая. Поселение вокруг монастыря послужило основой для современного города Северодвинска.

## Название
Одно из четырёх устьев реки Северной Двины — Никольское, долгое время именовалось Корельским. Это название встречается на картах вплоть до XVII века и происходит от древне-русского названия финно-угорского племени корела (ср. совр. деревни Большие и Малые Корелы в 25 км от Архангельска). Монастырь, который стоит возле устья, вобрал в себя оба этих названия и со временем стал Николо-Корельским.

## История
Предполагают, что монастырь был основан в конце XIV или в начале XV веков просветителем корелов преподобным Евфимием, мощи которого были открыты в 1647 году.
В источниках монастырь впервые упомянут в 1419 году, когда обитель была сожжена норвежцами. В 1420 году монастырь пострадал от пожара. Следующие полвека монастырь пребывал в запустении.
В 1471 году в Белом море утонули при невыясненных обстоятельствах Антон и Феликс Борецкие — сыновья Марфы Посадницы. Они были похоронены в Николо-Корельском монастыре, а Марфа повелела заново отстроить монастырь с церковью Святого Николая и дала ему в собственность часть своих владений — луга, солеварни, рыбные промыслы.
Долгое время Николо-Корельский монастырь служил чем-то вроде морских ворот страны: один из возможных путей русских послов в Европу пролегал по Северной Двине и далее морским путём вокруг Кольского полуострова (например, этим путём шёл царский посол Григорий Истома в 1496 году: после Тронхейма в Данию по суше); последней остановкой на русской земле был именно Николо-Корельский монастырь.
В Николо-Корельском монастыре останавливались и западные путешественники. Так, например, в 1553 году экспедиция Ричарда Ченслера (её целью было открытие северного пути в Индию) обогнула Кольский полуостров, вошла в Белое море и бросила якорь к западу от Николо-Корельского монастыря напротив селения Нёнокса, где они установили, что эта местность является не Индией, а «Московией»; следующая стоянка экспедиции была как раз около стен монастыря. Вскоре после этой экспедиции в Лондоне была основана «Московская компания», получившая впоследствии монопольные торговые права от царя Ивана.
В 1555 года напротив монастыря, на острове Ягры, была оборудована якорная стоянка, получившая имя «Рейд Св. Николая», — со складами и жилыми домами; её обитатели разгружали морские суда, грузили товар на мелкие речные, которые везли его в Холмогоры, а оттуда уже вглубь России. Отсюда уходили экспедиции: в направлении Карского моря (Стифен Бэрроу, 1556), на запад в поисках пути в Новгород (Спарк, 1556), в Индию по Северной Двине и Волге (Дженкинсон, 1558). В 1584 году был основан город Новохолмогоры, известный с 1613 года под именем Архангельск, ставший главным морским портом русского севера; Николо-Корельский монастырь теряет своё прежнее торговое значение.
С 1620 года в монастыре начала действовать монастырская тюрьма. В ней содержали политических и религиозных оппонентов существующей власти. Среди прочих в монастырские казематы были помещены, например:
- Член царского кружка ревнителей древнего благочестия Иван Неронов.
- В 1653 году, согласно указу Патриарха Никона — монах Соловецкого монастыря Герасим Фирсов и «безместный старец» Иона — будущие идеологи Соловецкого восстания
- В конце 1670-х гг. здесь содержались также двенадцать мятежников с Соловков и др.
- В 1725 году сюда был заключён простым монахом и в следующем году скончался здесь бывший архиепископ Феодосий (Яновский).
- В 1763—1767 годах здесь содержался простым монахом лишённый сана за выступление против секуляризационных мер Екатерины II митрополит Ростовский Арсений (Мацеевич).

Со второй половины XVII века в монастыре началось каменное строительство. В 1664—1667 годах была возведена Успенская церковь, в 1670—1674 годах — собор Св. Николая, в 1700 году была построена колокольня. Обитель имела свой кирпичный заводик. В 1691—1692 годах монастырь был окружена семью деревянными башнями, из которых сохранилась только одна, западная, со Святыми воротами — сейчас она находится в Москве, на территории музея Коломенское.
В 1764 году монастырь получил статус необщежительного монастыря 3-го класса (См. Секуляризационная реформа 1764 года).
Именно в извозе Николо-Корельского монастыря в 1731 году отправился учиться в Москву Михайло Ломоносов.
Большевики закрыли монастырь в 1920-х годах.
Первостроители города Северодвинска в 1930-е годы возвели вокруг монастыря корпуса Севмашпредприятия, которое вначале специализировалось на строительстве военных надводных кораблей, а затем уже специализируется и на строительстве и ремонте атомных подводных лодок.
Деревянная стена XVII века была большей частью снесена (кроме небольшого участка с одной башней, перевезённых в Коломенское).
В 1974 году постановлением Совмина РСФСР монастырь признан памятником архитектуры федерального значения.
Постройки Николо-Корельского монастыря сейчас не только находятся на территории Севмашпредприятия, но и интегрированы в его структуры: в бывших церквях располагаются некоторые подразделения огромного завода.
Несмотря на то, что часть монастырских зданий в 1990-е годы переданы церкви, православные верующие лишены возможности свободно посещать монастырь, так как предприятие режимное. Первым стал восстанавливаться собор Николая Чудотворца. 7 апреля 2005 года по благословению епископа Архангельского и Холмогорского Тихона в соборе бывшего Николо-Корельского монастыря была отслужена первая Божественная литургия.
22 августа 2009 года в монастыре совершил всенощное богослужение Патриарх Кирилл.
В декабре 2009 года на Никольском соборе были установлены 5 куполов и крестов. Купола собора были утрачены в 1933 году из-за пожара, предположительно вызванного молнией. Барабаны собора были разрушены в 1936 году. Восстановление велось на средства прихожан. Стальные купола были изготовлены в цехах 7(А) и 40, кресты — в цехе 42.
В 2023 году появилась информация о планах по консервационным и противоаварийным работам на территории монастыря. В сентябре — октябре 2024 года специалистами Северной экспедиции Института археологии РАН проведены археологические исследования в Николо-Корельском монастыре. В дальнейшем планируется реставрация монастыря.

## Здания монастыря

### Храмы монастыря
- Собор Николая Чудотворца(сохранился, купола восстановлены в 2009 году)
- Церковь Успения Пресвятой Богородицы[8] (1667 г., сохранилась, купола утрачены)
- Колокольня[9] (1700 г., сохранилась, шатёр утрачен)
- Часовня Сретения Господня[10] (1860 г., утрачена)

### Другие постройки и сооружения
- Галерея-переход (1684 г., сохранилась)
- Монастырский корпус (сохранился)
- Деревянная ограда с башнями (кон. XVII в., утрачена)
- Восточная надвратная башня[11] (кон. XVII в., перевезена в Москву, в музей Коломенское)